# Dendrobium gemellum
Dendrobium gemellum är en orkidéart som beskrevs av John Lindley. Dendrobium gemellum ingår i släktet Dendrobium, och familjen orkidéer. Inga underarter finns listade i Catalogue of Life.